# Queda de Cabul (2021)
A Queda de Cabul foi a captura de Cabul, capital do Afeganistão, pelas forças talibãs em 15 de agosto de 2021 sob a chamada ofensiva talibã em 2021. O avanço iniciou-se com uma pesada investida nos subúrbios da capital pelos talibãs, concomitante a um blecaute em toda a cidade, mas foi interrompido quando uma delegação talibã e o governo afegão retomaram as negociações.
Embora as negociações permaneçam tensas, uma transferência pacífica de poder foi solicitada pelos talibãs e o governo declarou sua disposição de entregar pacificamente Cabul aos rebeldes.
Após a saída do governo dos EUA em agosto, centenas de cidadãos norte-americanos e, separadamente, centenas de residentes norte-americanos (portadores de cartão verde) foram deixados para trás. 

## Antecedentes
Os talibãs e os grupos militantes aliados começaram uma ampla ofensiva em 1 de maio de 2021, simultaneamente com a retirada da maioria das tropas estadunidenses do Afeganistão. Após sua rápida derrota em todo o país, o Exército Nacional do Afeganistão manteve-se no caos e apenas duas unidades permaneceram operacionais em meados de agosto: o 201.º Corpo e a 111.ª Divisão, ambos baseados em Cabul. A própria capital foi deixada cercada depois que as forças talibãs capturaram Mehtar Lam, Zareh Sharan, Gardiz, Assadabade e outras cidades, bem como distritos no leste.

## Impacto sobre os civis
Moradores afirmaram que a maioria das pessoas em Cabul, especialmente mulheres, temiam e se opunham à restauração do regime talibã. O Sunday Times relatou que as ruas de Cabul estavam congestionadas com os moradores correndo em direção ao aeroporto internacional de Cabul, com alguns abandonando seus carros para fazer o caminho a pé através do trânsito. Uma minoria de habitantes locais comemorou o avanço rebelde. O The Guardian informou que as vendas de burcas aumentaram nos dias que antecederam a batalha, com uma elevação dos preços, devido aos temores de que os talibãs impusessem seu uso como obrigatório novamente e alvejasse as mulheres que recusassem. Os residentes também relataram um grande aumento nos preços dos alimentos. O Le Monde relatou que um número significativo de vendedores em Cabul estava tentando liquidar seus estoques na esperança de levantar dinheiro suficiente para escapar do país.

## Evacuação do Aeroporto de Cabul
Uma vez que o Talibã bloqueou todas as passagens de fronteira, o aeroporto de Cabul permaneceu a única rota segura para fora do Afeganistão. Após a queda de Herat em 12 de agosto, os EUA e o Reino Unido anunciaram o envio de 3.000 e 600 de suas tropas, respectivamente, para o aeroporto de Cabul, a fim de garantir o transporte aéreo de seus cidadãos, funcionários da embaixada e cidadãos afegãos que trabalharam com as forças da coalizão, fora do país. Autoridades americanas disseram que seu primeiro desdobramento ocorreria nas próximas 24 a 48 horas e que todas as suas forças ainda deverão deixar o Afeganistão até o final de agosto de 2021. Um memorando foi enviado a todos os funcionários da embaixada em 13 de agosto para reduzir "itens com logotipos da embaixada ou agência, bandeiras americanas ou itens que poderiam ser usados indevidamente em esforços de propaganda". Pequenas nuvens de fumaça podiam ser vistas perto do telhado da embaixada como diplomatas foram relatados como destruindo rapidamente documentos classificados e outros materiais sensíveis. Entre os documentos destruídos estavam os passaportes de civis afegãos que solicitaram vistos.
Enquanto o Talibã cercava e começava a entrar em Cabul, os helicópteros CH-47 Chinook do Exército dos EUA, UH-60 Black Hawk e Air Wing CH-46 Sea Knight do Departamento de Estado pousaram na embaixada americana para realizar as evacuações. Um comboio de veículos utilitários esportivos blindados (SUVs) partiu do terreno da embaixada e um helicóptero de ataque foi visto lançando sinalizadores na área para se defender contra possíveis abatimentos. Junto com o pessoal da embaixada, 5.000 soldados dos EUA e algumas tropas da OTAN permaneceram na cidade. O governo dos EUA posteriormente autorizou o envio de 1.000 tropas adicionais da 82ª Aerotransportada para o aeroporto, aumentando a presença de tropas em Cabul para 6.000 para facilitar as evacuações.

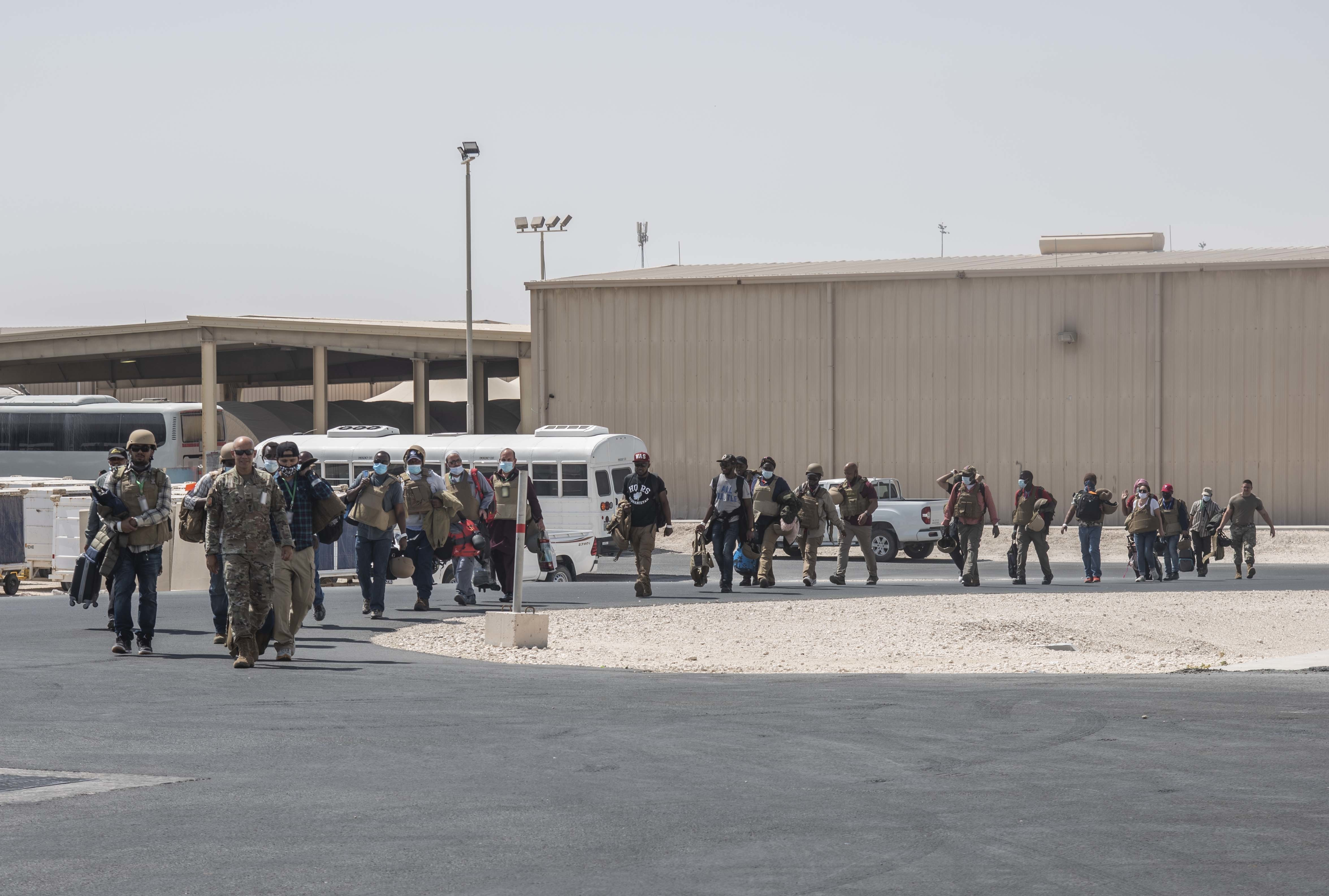
Equipe da embaixada dos EUA chegando à Base Aérea de Al Udeid, no Catar, vinda do Afeganistão, em 15 de agosto de 2021

O pânico se espalhou entre a população civil quando o Talibã começou a tomar a capital, com muitos cidadãos correndo para suas casas ou para o aeroporto, que permaneceu sob controle da OTAN após a dissolução do governo afegão. Uma situação caótica se desenvolveu quando milhares de civis afegãos em fuga correram para o aeroporto de Cabul, com centenas lotando a pista na tentativa de pegar voos para fora da cidade; alguns escalaram paredes de fronteira para entrar na pista de pouso. Soldados norte-americanos pairaram sobre helicópteros como controle de multidão, lançaram granadas de fumaça e, ocasionalmente, dispararam tiros de advertência para o ar para dispersar as pessoas que tentavam forçar o embarque em aeronaves.
Surgiram imagens de vídeo mostrando centenas de pessoas correndo ao lado de um avião de transporte militar americano C-17A em movimento taxiando na pista; algumas pessoas podiam ser vistas agarradas à aeronave, logo abaixo da asa. Outros corriam ao lado de "acenando e gritando". Pelo menos duas pessoas, em uma aparente tentativa de clandestinidade, teriam "caído do trem de pouso imediatamente após a decolagem". Outro corpo foi encontrado mais tarde no trem de pouso do C-17. Uma das vítimas foi identificada como Zaki Anwari, que jogou pela seleção nacional de futebol juvenil do Afeganistão. Três corpos, incluindo o de uma mulher, também foram encontrados no chão perto do edifício do terminal de passageiros, mas a causa da morte não foi clara, embora alguns observadores tenham especulado que eles podem ter morrido durante uma debandada.  Foi confirmado que sete pessoas morreram durante a evacuação do aeroporto - incluindo dois homens armados baleados após se aproximarem dos fuzileiros navais dos EUA, de acordo com o Departamento de Defesa dos EUA. Os fuzileiros navais não foram feridos e os homens não foram identificados.

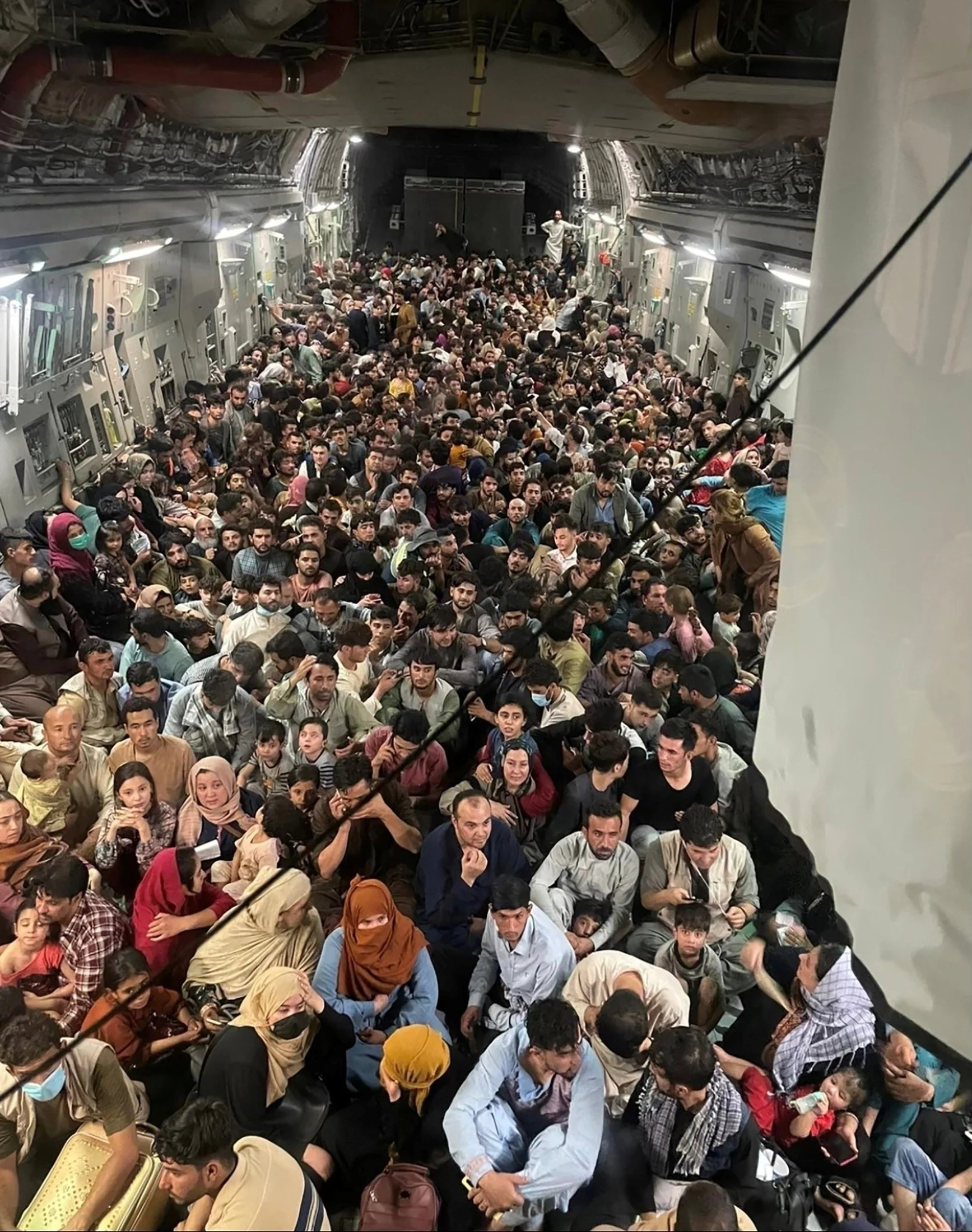
Um C-17 evacuando 823 passageiros de Cabul em 15 de agosto

Aproximadamente às 20h30 hora local, surgiram relatos de que a embaixada dos EUA estava pegando fogo. A embaixada emitiu uma declaração instruindo os cidadãos americanos na área a se abrigarem no local. O secretário de Estado Antony Blinken anunciou que a embaixada seria transferida para o aeroporto, pois os militares dos EUA haviam assumido a segurança e o controle de tráfego aéreo lá. Até agora, várias outras nações haviam anunciado planos para evacuar suas embaixadas, incluindo Espanha, Alemanha, Reino Unido e Holanda. O governo alemão anunciou que estava enviando aeronaves A400M Atlas com um contingente de pára-quedistas para evacuações, acrescentando que não buscaria a aprovação parlamentar necessária para a operação até que a missão fosse concluída. O governo italiano teria transferido seus funcionários da embaixada, bem como as famílias de 30 funcionários afegãos para o aeroporto de Cabul sob a guarda de Carabinieri para se preparar para a evacuação. Foi relatado que a Índia tinha aviões de transporte C-17 preparados para evacuar o pessoal diplomático indiano, mas previu que demoraria mais para o Talibã capturar Cabul. Um grupo de diplomatas indianos foi escoltado ao aeroporto pelo Talibã, negociando a escolta depois de ter sua passagem para fora da embaixada indiana bloqueada várias vezes pelo Talibã. A Albânia disse que aceitou um pedido dos EUA para servir como um centro de trânsito para evacuados.
Um voo da Emirates Airlines para Cabul foi desviado e depois voltou para Dubai  e a companhia aérea dos Emirados Árabes Unidos Flydubai anunciou que suspenderia os voos para Cabul em 16 de agosto. Em 16 de agosto, a maioria das outras companhias aéreas também anunciou a suspensão dos voos para Cabul. A Autoridade de Aviação Civil do Afeganistão anunciou que havia liberado o espaço aéreo de Cabul para os militares e advertiu que "todo o trânsito através do espaço aéreo de Cabul será feito sem o apoio de controle aéreo".

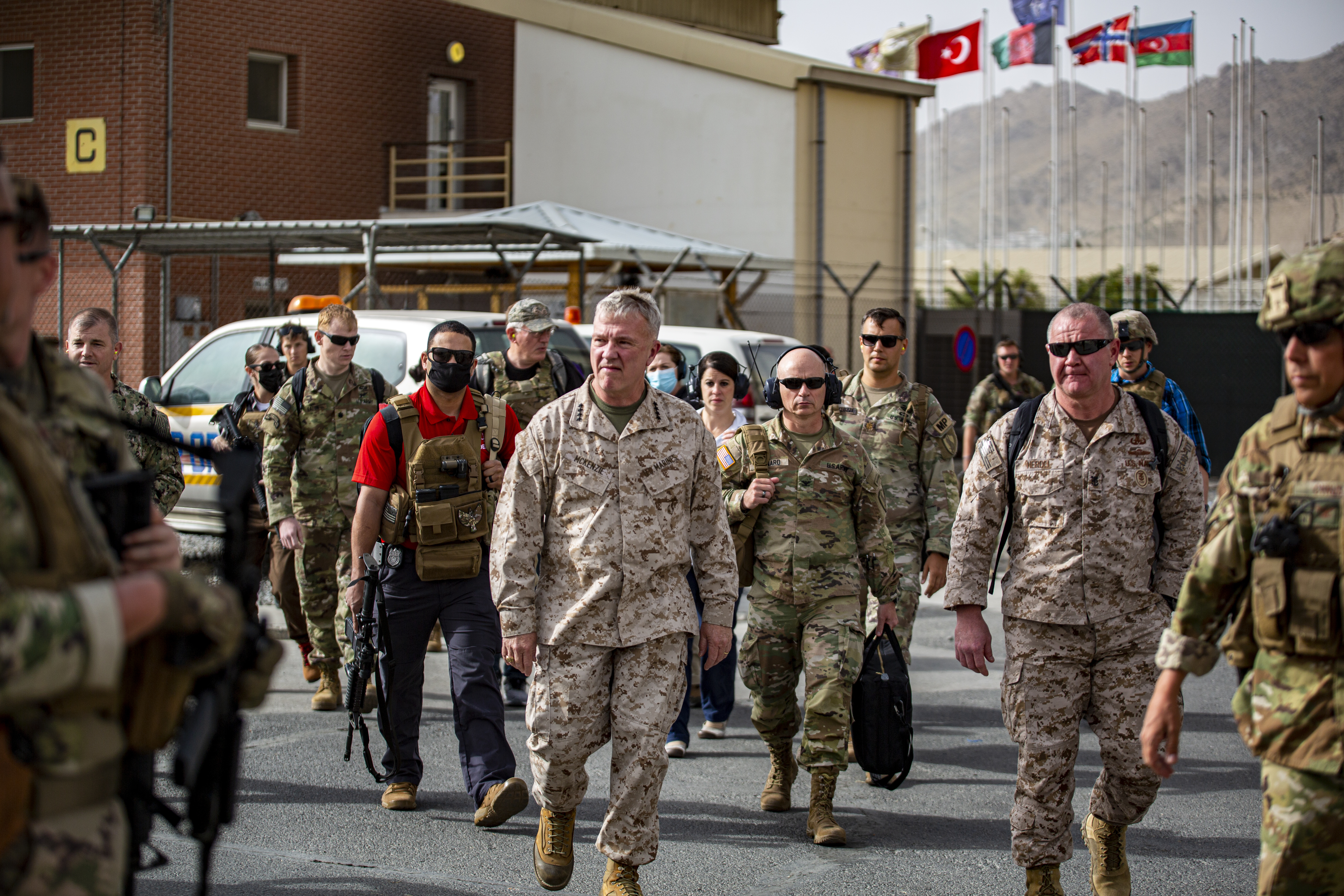
General Kenneth F. McKenzie Jr. (centro), comandante do Comando Central dos Estados Unidos, no Aeroporto de Cabul em 17 de agosto de 2021

O Pentágono confirmou em 16 de agosto que o chefe do Comando Central dos EUA, General Kenneth F. McKenzie Jr., se encontrou com líderes do Taleban no Catar para garantir um acordo. O Taleban teria concordado em permitir que os voos de evacuação americanos no aeroporto de Cabul continuassem sem inibições. O transporte aéreo internacional de evacuados foi retomado em 17 de agosto após uma parada temporária para limpar a pista de civis, já que o Pentágono confirmou que o aeroporto estava aberto para todos os voos militares e voos comerciais limitados. Oficiais do Pentágono acrescentaram que os esforços de evacuação deveriam ser acelerados e deveriam continuar até 31 de agosto.
Em 19 de agosto, o Secretário de Defesa do Reino Unido, Ben Wallace, afirmou que os voos de evacuação não podiam levar crianças desacompanhadas depois que uma série de vídeos postados nas redes sociais mostraram famílias desesperadas tentando convencer os soldados da OTAN a levar seus filhos para um local seguro. No mesmo dia, o The Guardian relatou que o governo britânico informou aos 125 guardas afegãos que protegiam a embaixada britânica em Cabul que não receberiam asilo no Reino Unido. Naquela noite, o governo finlandês anunciou que estava se preparando para enviar tropas ao aeroporto para ajudar nas evacuações, com cerca de 60 cidadãos finlandeses ainda presos em Cabul. O jornal francês Libération obteve um relatório confidencial das Nações Unidas que concluiu que o Taleban tinha listas de prioridades de indivíduos para prender e também tinha como alvo as famílias de pessoas que haviam trabalhado com o governo e a OTAN.

## Reações
O evento foi comparado por vários comentaristas à Queda de Saigon durante a Guerra do Vietnã. Um mês antes, o presidente estadunidense Joe Biden rejeitou a comparação, afirmando que “O Talibã não é o exército norte-vietnamita, [...] Não haverá nenhuma circunstância em que você verá pessoas sendo resgatadas do telhado de uma embaixada dos Estados Unidos no Afeganistão. Não é nada comparável.” Entretanto, repórteres argumentaram que esses comentários não envelheceram bem, pois funcionários da embaixada queimaram documentos e "helicópteros foram fotografados pairando sobre o complexo, transportando diplomatas para o aeroporto" menos de um mês depois.
O presidente do Comitê de Relações Exteriores do parlamento britânico, Tom Tugendhat, afirmou que o colapso foi "o maior desastre político desde Suez". O primeiro-ministro Boris Johnson anunciou que convocaria o parlamento para debater a situação.
Imran Khan, Primeiro Ministro do Paquistão, disse que os talibãs tinham quebrado "os grilhões da escravatura".
O movimento Hamas saudou a vitória dos Taliban, " o culminar da sua longa luta ao longo dos últimos vinte anos." Um membro do seu gabinete politico, Mousa Abu Marzouk, declarou: " (...) após ser acusado de atraso, retardamento e terrorismo… tornou-se hoje o movimento  mais inteligente e realista. Ele confrontou os Estados Unidos e seus colaboradores e recusou qualquer solução intermediária com eles ”.

## Saída internacional do território afegão
Diversos países estão retirando seus civis, militares e diplomatas do Afeganistão. A ideia da retirada é garantir a segurança dos estrangeiros que permanecem no território afegão, e juntamente com a retirada dos militares, é demonstrar um apoio ao governo local que pede uma negociação pacífica entre as partes envolvidas.
Nesta saída desenfreada, milhares de pessoas invadiram o aeroporto e tentaram embarcar em todas as aeronaves possíveis. Algumas pessoas, literalmente subiram nos veículos e tentaram fugir do país em cima da fuselagem, mas caíam e morriam com o impacto das quedas.

### Brasil
O Itamaraty confirmou que não há diplomatas ou militares brasileiros em solo afegão, tendo em vista que não há embaixada ou consulados brasileiros ativos no país. Também confirmou que atualmente não existem civis brasileiros permanentes no país, assim mantendo a segurança dos civis brasileiros e garantindo que observarão a situação diplomática do país.
Foi contestado também que existe um A-29 Super Tucano da Embraer em mãos do grupo extremista talibã. Porém, o caça não era utilizado por brasileiros, mas pela Força Aérea Afegã que, em 2016, havia encomendado 26 dessas aeronaves. É a primeira vez em que o grupo extremista tem acesso a aviões operacionais de combate, não se sabe se o Talibã tem qualificação para pilotar tais aeronaves.

### Portugal
Portugal afirmou o reconhecimento de 16 civis portugueses que no início do conflito ainda estavam no Afeganistão, destes 12 já foram retirados e enviados de volta para Portugal. Também é avaliada a presença de familiares destes portugueses-natos para uma repatriação. A saída dos civis remanescentes está sendo conturbada com a invasão constante de afegãos tentando invadir aviões para fugir do país, os militares portugueses não estavam mais em solo afegão desde maio de 2021.

### Estados Unidos
Os Estados Unidos estão tentando garantir a retirada segura de seus embaixadores e civis, até o momento, Joe Biden informou o envio de 5 mil militares para ajudar na segurança e repatriação dos estadunidenses. Existiam militares em solo afegão porem os mesmos estão aguardando reforço para serem retirados juntos com os civis e o diplomata norte-americano.
Na tentativa de fugir do país, milhares de afegãos tentaram invadir o aeroporto onde os americanos estavam sendo retirados, isto gerou uma confusão generalizada, que acabou com a morte de pelo menos 5 civis que morreram após um tumulto após militares dos Estados Unidos atirarem para o céu em sinal de alerta para evitar a invasão das aeronaves e maiores riscos para civis de ambos os lados, já que os afegãos estavam tentando escalar as aeronaves.

### Reino Unido
O Reino Unido que estava na expectativa de enviar militares para o Afeganistão para guerrearem contra a ostensiva Talibã, reconheceu o domínio dos extremistas porem não reconheceu os talibãs como "um novo governo do Afeganistão". O país permanece com militares, civis e diplomatas em solo afegão, porem planeja a retirada de todos nos próximos dias, com o objetivo de retirar de 1200 a 1500 civis por dia e após prestar ajuda aos demais países para a gestão dos seus cidadãos.